# Rainbow (альбом Мэрайи Кэри)
Rainbow (с англ. — «Радуга») — седьмой студийный альбом американской R&B-певицы Мэрайи Кэри, выпущенный 2 ноября 1999 года в Соединённых Штатах Америки на лейбле Columbia Records. Альбом Rainbow сертифицирован трёхкратным платиновым сертификатом от Американской ассоциации звукозаписывающих компаний. Rainbow — последний студийный альбом исполнительницы, изданный лейблом Sony/Columbia Records.

## Об альбоме
Rainbow — включает в себя большое количество сотрудничеств с различными артистами и продюсерами, известными в конце 1990-х. Журнал Rolling Stone назвал альбом «полноценной хроникой успешного хип хопа и баллад конца 1999года». Мэрайя говорила: «Я написала альбом за три месяца, лишь бы избавиться от этого лейбла! Я больше не могла работать здесь». Приглашёнными артистами для работы над альбомом стали: рэперы Jay-Z, Da Brat, Missy Elliott, Snoop Dogg, Mystikal и Master P; певцы Usher, Joe и группа 98 Degrees. Это первый альбом, начиная с дебютного, который не продюсировал Уолтер Афанасьефф, соавтор большинства известных баллад певицы. Вместо него продюсером большинства песен альбома стала команда Jimmy Jam and Terry Lewis. Реклама альбома состояла из нескольких коротких видеосюжетов на MTV, показывающих фрагменты борьбы из видеоклипа «Heartbreaker». Это была первая попытка певицы в качестве актрисы, и многие согласились с тем, что Мэрайя обладает актёрскими способностями. На передаче MTV Special Мэрайя огласила о своей готовности к туру Rainbow World Tour, и оставшиеся видео были интегрированы в её шоу. Альбом получил номинацию в категории «Популярный альбом 2000 года» на церемонии Japan Gold Disc Awards.

## Конфликт с лейблом
Как и предыдущий альбом Butterfly, Rainbow стал эпицентром конфликта между певицей и звукозаписывающей компанией. После развода с Томми Моттолой, главой Sony и Columbia Records, профессиональные отношения между Мэрайей и лейблом заметно ухудшились. Певица была заинтересована в выпуске песни «Can’t Take That Away (Mariah’s Theme)» в качестве третьего сингла с альбома, поскольку считала её очень личной и воодушевляющей. Однако, руководство Sony не поддерживало эту идею и считало, что выбор следует остановить на более ритмичном треке. Разногласия из-за сингла привели к публичному скандалу: певица начала размещать послания фанатам на своём официальном сайте. Она рассказала о спорах с лейблом и призвала поклонников заказывать «Can’t Take That Away (Mariah’s Theme)» на радиостанциях.

## Приём
«Rainbow» дебютировал на втором месте в чарте США Billboard 200 с продажами 323,000 копий — лучший коммерческий дебют в карьере певицы на то время. В первую неделю продаж, «Rainbow» не удалось занять первое место из-за американской группы Rage Against the Machine и их альбома «The Battle of Los Angeles». На следующей неделе «Rainbow» остался на прежнем месте с продажами в 228,000 экземпляров, на этот раз, его обошёл альбом певицы Фэйт Хилл — «Breathe». Альбом Мэрайи Кэри оставался в двадцатке лучших на протяжении десяти недель, и в самом чарте — 35 недель. Лучший коммерческий результат альбома — 369,000 копий на восьмой неделе (когда альбом занимал девятое место). В сумме, продажи составили 2,946,000 копий на территории Соединённых Штатов и принесли альбому мульти-платиновый статус. Несмотря на коммерческий успех, это первый альбом Мэрайи, которому не удалось занять первого места в чарте Billboard 200 со времён выхода «Emotions» 1991 года.
Альбом «Rainbow» включает в себя два сингла первой величины: «Heartbreaker» и «Thank God I Found You». Кавер-версия песни Фила Коллинза — «Against All Odds (Take a Look at Me Now)» при участии ирландской мужской группы Westlife, была издана в Великобритании и стала вторым синглом в карьере певицы, возглавившим британский чарт. Однако, Дубль-А сингл «Can’t Take That Away (Mariah’s Theme)»/«Crybaby» стал первым, которому не удалось попасть в двадцатку лучших чарта Hot 100.
«Rainbow» получил сертификацию платинового диска в Европе от IFPI за продажи, превышающие один миллион копий диска. Приблизительные продажи во Франции оцениваются в 413,300 экземпляров. Продажи в Канаде составляют 300,000 копий альбома.
В 2008 году песня «How Much» появилась в списке композиций сборника «The Ballads», хотя эта песня никогда не издавалась в качестве сингла.

## Список композиций
1. «Heartbreaker» (при участии Jay-Z) (Mariah Carey, Sean Carter, Shirley Elliston, Lincoln Chase, Michael Walden, Jeffrey Cohen) — 4:46
2. «Can’t Take That Away (Mariah’s Theme)» (Carey, Diane Warren) — 4:33
3. «Bliss» (Carey, James Harris III, Terry Lewis, James «Big Jim» Wright) — 5:44
4. «How Much» (при участии Usher) (Carey, Bryan-Michael Cox, Джермейна Дюпри, Tupac Shakur, Darryl Harper, Tyrone Wrice, Ricky Rouse) — 3:31
5. «After Tonight» (Carey, Warren, David Foster) — 4:16
6. «X-Girlfriend» (Carey, Kandi Burruss, Kevin Briggs) — 3:58
7. «Heartbreaker» (Remix при участии Da Brat и Missy Elliott) (Carey, Da Brat, Missy Elliott, Ricardo Brown, Snoop Dogg, Warren Griffin III, Andre Young, Nathaniel Hale) — 4:32
8. «Vulnerability» (Interlude) (Carey) — 1:12
9. «Against All Odds (Take a Look at Me Now)» (Фил Коллинз) — 3:25
10. «Crybaby» (при участии Snoop Dogg) (Carey, Howie Harsh, Snoop Dogg, Trey Lorenz, Timothy Gatlin, Gene Griffin, Aaron Hall III, Teddy Riley) — 5:20
11. «Did I Do That?» (при участии Mystikal и Master P) (Carey, Craig B., Tracey Waples, Joseph Johnson, Wardell Querzergue) — 4:16
12. «Petals» (Carey, Harris, Lewis, Wright) — 4:23
13. «Rainbow» (Interlude) (Carey, Harris, Lewis) — 1:32
14. «Thank God I Found You» (при участии Joe и 98 Degrees) (Carey, Harris, Lewis) — 4:17
15. «Theme from Mahogany (Do You Know Where You’re Going To)» — 3:47 (скрытый трек для Франции)
16. «Against All Odds (Take a Look at Me Now)» (при участии Westlife) (Коллинз) — 3:25 (бонус-трек для Великобритании)

## Позиции в чартах и сертификации
| Чарт                              | Высшее место |
| --------------------------------- | ------------ |
| Australian Albums Chart           | 4            |
| Austrian Albums Chart             | 4            |
| Belgian Flandres Albums Chart     | 14           |
| Belgian Wallonia Albums Chart     | 5            |
| Canadian Albums Chart             | 6            |
| Dutch Albums Chart                | 4            |
| European Albums Chart             | 1            |
| Finnish Albums Chart              | 32           |
| French Albums Chart               | 1            |
| German Albums Chart               | 3            |
| Hungarian Albums Chart            | 34           |
| Italian Albums Chart              | 10           |
| Japanese Albums Chart             | 2            |
| New Zealand Albums Chart          | 11           |
| Norwegian Albums Chart            | 11           |
| Spanish Albums Chart              | 7            |
| Swedish Albums Chart              | 15           |
| Swiss Albums Chart                | 2            |
| UK Albums Chart                   | 8            |
| U.S. Billboard 200                | 2            |
| U.S. Billboard R&B/Hip hop Albums | 2            |

| Страна (Поставщик)    | Сертификация (sales thresholds) |
| --------------------- | ------------------------------- |
| Аргентина(CAPIF)      | Золотой диск                    |
| Австралия(ARIA)       | Золотой диск                    |
| Бельгия(IFPI)         | Золотой диск                    |
| Бразилия(ABPD)        | Платиновый диск                 |
| Канада(CRIA)          | 2x Платиновый диск              |
| Европа(IFPI)          | Платиновый диск                 |
| Франция(SNEP)         | Платиновый диск                 |
| Германия(BVMI)        | Платиновый диск                 |
| Нидерланды(NVPI)      | Золотой диск                    |
| Новая Зеландия(RIANZ) | Платиновый диск                 |
| Испания(PROMUSICAE)   | Платиновый диск                 |
| Швейцария(IFPI)       | Золотой диск                    |
| Великобритания(BPI)   | Золотой диск                    |
| США(RIAA)             | 3x Платиновый диск              |

- Большинство данных о сертификациях устарели (Продажи могут быть выше, чем написано здесь).